# Darrell Hammond
Darrell Hammond (nacido el 8 de octubre de 1955) es un actor, comediante e imitador estadounidense. Fue una presencia regular en Saturday Night Live (SNL) desde 1995 hasta 2009, la permanencia más larga que haya tenido cualquier otro miembro del reparto. A su salida, Hammond, a los 53 años, era el miembro más viejo del reparto en la historia del programa. Hammond ha hecho más apariciones en SNL que cualquier otro miembro del reparto y ha imitado a más que 107 celebridades (con el expresidente de los Estados Unidos, Bill Clinton, como su imitación más frecuente). A partir del 8 de mayo de 2011, Hammond ha aparecido en el programa siete veces a partir de su salida del reparto.

## Inicios
Hammond nació en Melbourne, Florida. Graduó en 1973 de Melbourne High School, donde era una estrella del atletismo que era bueno en el fútbol y el béisbol. Cuando asistió a su escuela secundaria, Darrell fue un compañero en el equipo de béisbol de Bruce Bochy, que era un ganador reciente del Serie Mundial y un gerente para los San Francisco Giants. Luego asistió a Brevard Community College y la Universidad de Florida, donde especializó en la radiodifusión. Hammond acredite David Shelton, un profesor de teatro en la Universidad de Florida, como un alentador de su trabajo. Después de completar sus estudios en la universidad, Hammond trasladó a la Ciudad de Nueva York, donde vivó por varios años antes de unirse al reparto de SNL.

## Carrera
A finales de los años 1980 y a principios de los años 1990, Hammond trabajó brevemente como un comediante para barcos del Premier Cruise Line.

### Saturday Night Live
Durante la temporada 2004-2005, Hammond se convirtió en el poseedor del récord para la tenencia consecutiva más larga de cualquier miembro del reparto de SNL en la historia del programa. También posee récords en SNL para la mayor cantidad de imitaciones por un miembro individual del reparto (107, a partir del episodio con Zac Efron y los Yeah Yeah Yeahs), y para la mayor cantidad de veces cuando el eslogan del programa, "Live from New York, it's Saturday Night!" ("En vivo, desde Nueva York, es sábado por la noche!") ha sido usado para comenzar el programa (superando a Dana Carvey).
Es bien conocido en el programa para sus imitaciones del expresidente Bill Clinton; los ex-vicepresidentes Al Gore y Dick Cheney; el magnate Donald Trump; el senador John McCain; tales personalidades de televisión como Regis Philbin, Chris Matthews, Phil Donahue, y Ted Koppel; tales actores como John Travolta y Sean Connery; el activista de derechos civiles Jesse Jackson; el abogado defensor Geraldo Rivera; e incluso el locutor de SNL, Don Pardo.
Después del final de la temporada 34, Hammond retiró del programa después de haber trabajado para el programa como un miembro del repertorio durante 14 años. Hammond fue el último miembro del reparto de SNL de los años 1990 que dejó al programa. Después de su salida del programa, ha hecho múltiples apariciones especiales.

### Otro trabajo
A finales de los años 1980, Hammond saltó a la fama por sus imitaciones de Elmer Gruñón y otros personajes del serie de cortometrajes Looney Tunes en el sencillo de comedia "Wappin'." La canción fue tan popular con los oyentes de Dr. Demento, que fue incluida en la compilación para el vigésimo quinto aniversario de Saturday Night Live.
Hammond es un invitado frecuente en The Howard Stern Show, y ha también aparecido como invitado en episodios de Law & Order: Special Victims Unit y Law & Order: Criminal Intent. Tuvo su propio especial de comedia en Comedy Central, llamado Comedy Central Presents Darrell Hammond. Hammond frecuentemente puede ser visto en The Comedy Cellar en la Ciudad de Nueva York.
En el verano de 2007, Hammond hizo su debut en el circuito de Broadway, interpretando el papel de Vice-Principal Douglas Panch en The 25th Annual Putnam County Spelling Bee. En 2009, Hammond tuvo un papel como estrella invitada en el drama Damages de FX. El mismo verano, Hammond apareció con Eli Manning, Peyton Manning, y Donald Trump en un comercial para las galletas Oreo, en lo que hace una parodia de Trump.

### Asuntos legales
Una tarde de agosto de 1993, mientras que su barco del Premier Cruise Line estaba atracado en las Bahamas, Hammond visitó un restaurante, donde consumó el equivalente a 16 tragos de ron. Dijo que un hombre repetidamente le molestaba durante toda la noche para tomar un billete de un dólar que contuvo pequeñas cantidades de cocaína. Cuando el comediante salió del bar para ir al baño, el hombre lo siguió en el establo y le dijo: "Creo que usted debe tomar esto con usted." Creyendo que era a punto de ser asaltado, cedió, y el hombre colocó el billete dentro del bolsillo de Hammond. La policía local estaba esperando fuera del baño y rápidamente lo detuvo. La United States Drug Enforcement Administration dijo más tarde a Hammond que el episodio había sido una trampa, y que las autoridades locales regularmente atraparon turistas estadounidenses; pasó un fin de semana en una celda, y se le asignó un abogado. Hammond fue liberado después de que su padre viajara a las Bahamas y pagara $5,000 dólares por la liberación de su hijo.
Hammond mencionó públicamente por primera vez el incidente mientras actuaba como invitado en un episodio de 1997 de la programa de radio Loveline; la historia se hace referencia de nuevo cuando regresó a Loveline en 2000 y 2004. El comediante no ha vuelto a hablar de la detención posteriormente. Tina Fey y Tim Meadows, dos amigos y compañeros de Hammond, dijeron en 2004 que no habían oído la historia antes.

## Filmografía
- Celtic Pride (1996)
- Blues Brothers 2000 (1998)
- The King and I (1999) (voz)
- Shortcut to Happiness (2001)
- Scary Movie 3 (2003)
- Agent Cody Banks (2003)
- New York Minute (2004)
- Ira and Abby (2006)
- Puff, Puff, Pass (2006)
- Kiss Me Again (2006)
- Netherbeast Incorporated (2007)
- Epic Movie (2007)
- Wieners (2008)
- Buzzkill (2008)[8]
- Unfrosted (2024)